# Tenuipalpus qingchengensis
Tenuipalpus qingchengensis är en spindeldjursart som beskrevs av Wang 1983. Tenuipalpus qingchengensis ingår i släktet Tenuipalpus och familjen Tenuipalpidae. Inga underarter finns listade i Catalogue of Life.